# La farola del mar (Santa Cruz de Tenerife)
La farola del mar, emplazada en Santa Cruz de Tenerife (Tenerife, Canarias, España), era uno de los dos faros de los que disponía el muelle Sur del Puerto de Santa Cruz de Tenerife. Comenzó a trabajar en diciembre de 1863 (9 años después de la promulgación de la Ley de Puertos Francos de Canarias) y se mantuvo en activo hasta 1954, cuando el desarrollo del puerto hacía inútil su funcionamiento en el emplazamiento inicial.

## Características
Se trata de un faro de orientación, de luz blanca intermitente, con un alcance de nueve millas, clasificado de sexto orden. Su foco se elevaba más de diez metros por encima del nivel del mar ya que la envergadura de la torre sobre la que se ensambló alcanzaba unos seis metros y medio de altura. Inicialmente, el combustible que se usó para que llevara a cabo su actividad era aceite vegetal. Sin embargo, más tarde se dotó al faro de un mechero de petróleo y unas lámparas especiales con diversas mechas que emitían una luz fija. Posteriormente, una vez la electricidad irrumpió en la ciudad de Santa Cruz se sustituyó el antiguo sistema de iluminación por un mecanismo que proporcionaba centelleos de color rojo con un alcance de ocho millas. A pesar de ello, no se tardó demasiado en volver a instaurar la iluminación original ya que, con la creciente contaminación lumínica de la ciudad, se reducía ostensiblemente su visibilidad.

## Historia
Este faro, construido por Henry Leapaute, llegó proveniente de París en mayo de 1862. La primera vez que se encendió fue el 31 de diciembre de 1863 convirtiéndose en la segunda señal luminosa que entraba en funcionamiento en Canarias ya que dos años antes se había habilitado otra señal que advertía del extremo de la escollera del mismo muelle Sur aún en obras. Su localización, al final del segundo tramo del muelle, resultó ser también el motivo de su desconexión, pues con las sucesivas prolongaciones del muelle perdió funcionalidad y finalmente cesó su actividad en junio de 1954. En 1976 fue desmontada y guardada en un almacén propiedad del Puerto. Ocho años después, a modo de homenaje a la historia del Puerto, se reinstaló en la entrada del muelle por la Plaza de España. Junto a ella se ubicaron una locomotora, una hélice de bronce originaria del Crucero Canarias, y también una grúa a vapor que había faenado con las gabarras que trasladaban el carbón a los depósitos del Puerto. Allí permaneció hasta que en 1991 a causa de nuevas obras en la infraestructura portuaria se retiró otra vez. El 30 de abril de 1994 la farola del mar fue entregada nuevamente a la ciudad dentro de los actos conmemorativos del V centenario de la fundación de la ciudad.

## Curiosidades
- La farola del mar es citada en uno de los estribillos de isa más populares en el Archipiélago Canario.
- Es junto a la Farola de Málaga, los únicos faros de España que tienen nombre femenino.